# Prinz Eugen (1938)
Pour les articles homonymes, voir Prinz Eugen.
Le Prinz Eugen est un croiseur lourd de l'Allemagne, de la classe Admiral Hipper, ayant combattu dans la Kriegsmarine durant la Seconde Guerre mondiale. Il porte le nom du prince Eugène de Savoie-Carignan (1663-1736), célèbre général des armées impériales germaniques.

## Conception

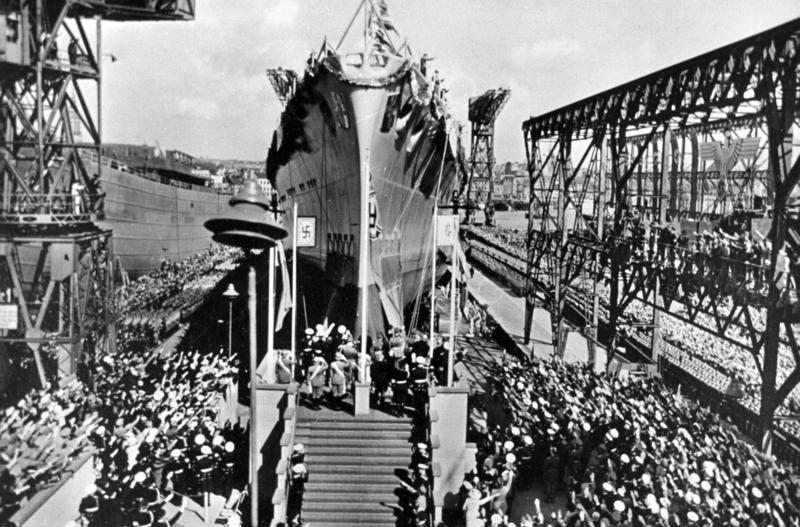
Lancement du Prinz Eugen 1938

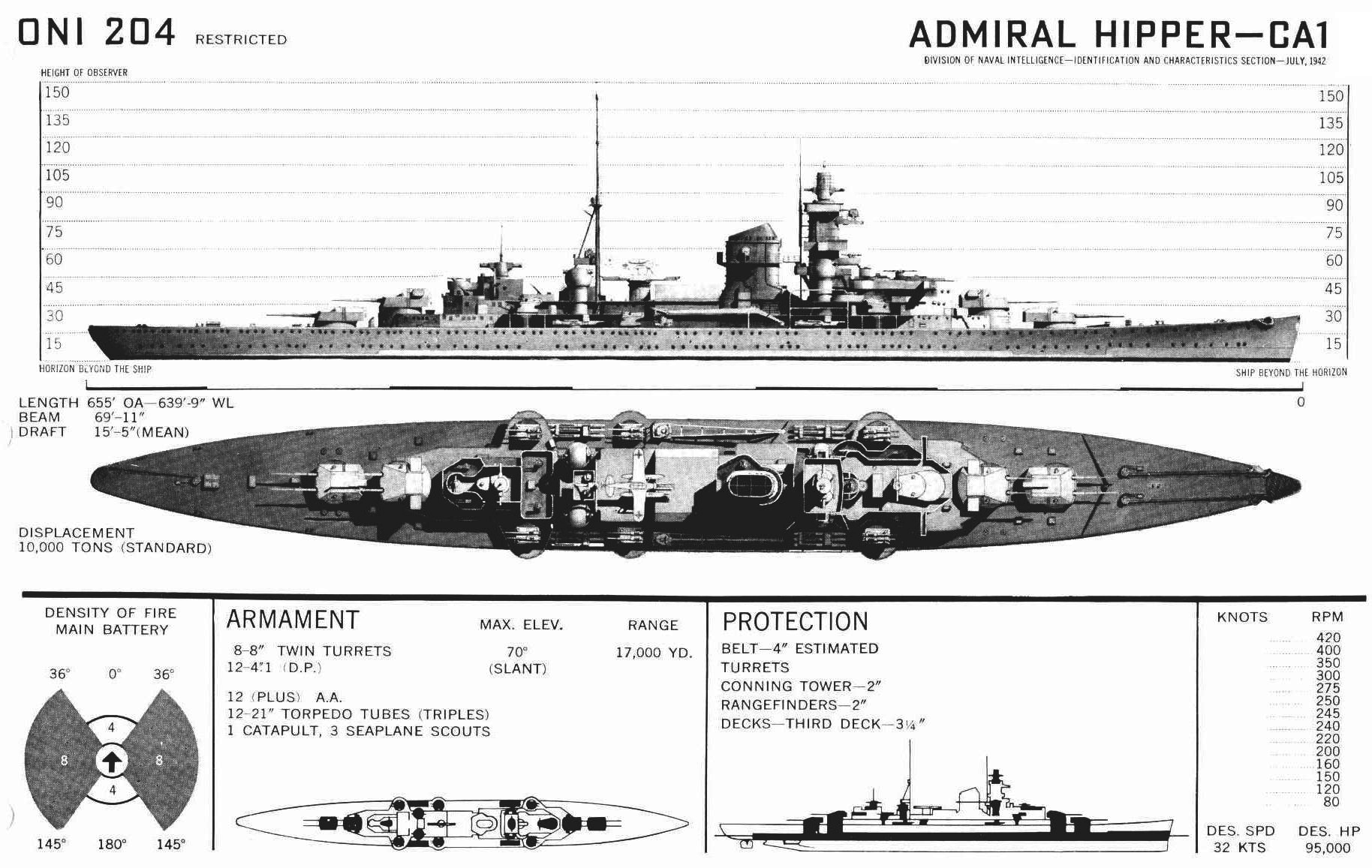
Profil du croiseur Admiral Hipper

Le Prinz Eugen est, avec l’Admiral Hipper et le Blücher, l'un des trois croiseurs lourds de la classe Admiral Hipper,. Sa construction débute en 1936, il est lancé le 22 août 1938 et entre en service le 1er août 1940.

### Caractéristiques techniques
Le Prinz Eugen était long de 212,5 m et large de 21,7 m avec un tirant d'eau maximal de 7,2 m. Le bâtiment avait un déplacement normal de 16 970 tonnes et un déplacement à pleine charge de 18 750 tonnes. Il était propulsé par trois ensembles de turbines à vapeur alimentées par douze chaudières au mazout à haute-pression. La vitesse maximum atteignait 32 nœuds (59 km/h), à la puissance de 132 000 chevaux-vapeur (98 000 kW).
À son lancement, son équipage consistait au départ en 42 officiers et 1 340 marins.

### Blindages
La ceinture blindée du Prinz Eugen était épaisse de 70 à 80 mm ; son pont supérieur était épais de 12 à 30 mm tandis que le pont blindé principal était épais de 20 à 50 mm. La face avant des tourelles principales avait une épaisseur de 105 mm et 70 mm d'épaisseur sur les côtés.

### Artillerie
L'artillerie principale du Prinz Eugen était composée de huit canons de 203 mm SK C/34 en quatre tourelles doubles, superposées par paires, deux à l'avant et deux à l'arrière. Son artillerie secondaire 
et anti-aérienne consistait en douze canons de 105 mm en six tourelles doubles.
À la construction, l'artillerie légère se composait de douze canons de 37 mm en six affuts doubles, et huit 20 mm en affut simple. Plus tard furent rajoutés cinq affuts quadruples de 20 mm, portant ainsi leur nombre total à 28.
Le navire était aussi doté de quatre plateformes lance-torpilles triples de 533 mm (torpilles G7a T1), deux sur chaque bord.
Il était équipé d'une catapulte et pouvait mettre en œuvre trois hydravions Arado Ar 196.

## Service actif

### Bataille du détroit de Danemark et opération Rheinübung
Le navire a subi des dommages répétés durant le conflit et n'a participé qu'à deux actions majeures en mer, dont la célèbre odyssée du cuirassé Bismarck qu'il accompagna au début de son périple. Le 2 juillet 1940, il est touché par une bombe de la Royal Air Force et le 23 avril 1941, il heurte une mine magnétique dans le détroit de Fehmarn.
Réparé, il quitte Gotenhafen le 18 mai, et se dirige vers l'Atlantique en compagnie du Bismarck, dans le cadre de l'opération Rheinübung. Le 21 mai 1941, les deux navires ravitaillent dans le Korsfjord (no), au sud de Bergen. Repérés par l'aviation britannique, ils lèvent l'ancre en soirée. Le 23 mai à 8 h 22, le Prinz Eugen et le Bismarck sont aperçus au nord-ouest de l'Islande dans la partie nord du détroit de Danemark par les croiseurs lourds britanniques Suffolk et Norfolk. S'ensuit une canonnade entre les navires, sans effet. Le 24 mai à 3 h 47, le Suffolk établit un nouveau contact radar avec l'ennemi. De 6 h 53 à 7 h 13, les deux navires allemands ouvrent le feu sur le Hood et le Prince of Wales. À 7 h le Hood explose et coule. Le feu allemand se concentre alors sur le Prince of Wales, qui reçoit quatre coups du Bismarck et trois du Prinz Eugen. Touché, le Prince of Wales rompt l'engagement, mais avec le Norfolk et le Suffolk, il maintient le contact avec les navires allemands.
Ayant reçu l'ordre de l'amiral Lütjens de prendre une route indépendante par rapport au Bismarck, le Prinz Eugen finit par atteindre le port français de Brest, le 1er juin.

### Opération Cerberus
Du 11 au 13 février 1942, avec les croiseurs de bataille Scharnhorst et Gneisenau, escorté par plusieurs destroyers, torpilleurs et vedettes lance-torpilles, il quitte le port de Brest pour un repli en mer du Nord, en passant par la Manche et cela au plus près des côtes britanniques. Pour ce faire, la Luftwaffe étendra un véritable « parapluie » de protection au-dessus d'eux à l'aide des escadres de chasse (JagdGeschwader) du Front Ouest.
Le 23 février 1942 au matin, alors qu'il navigue en compagnie de l'Admiral Scheer (escortés par les destroyers Z 7 Hermann Schoemann et Z 25), il est localisé par le sous-marin britannique HMS Trident au large de la Norvège. Sept torpilles sont tirées dont une touche le Prinz Eugen à l'arrière, bloquant son gouvernail et endommageant sa propulsion. L'Admiral Scheer parvient quant à lui à s'échapper.
Le 9 mai 1945, l'équipage se rend aux Alliés dans le port de Copenhague au Danemark.

### Opération Crossroads

Le Prinz Eugen à l'ancre lors de l'Operation Crossroads, Bikini, 14 juin 1946.

À la fin de la guerre, le 27 mai 1945, le Prinz Eugen et le croiseur léger Nürnberg — les seuls gros navires allemands survivants — sont escortés par les croiseurs de la Royal Navy, les HMS Dido et HMS Devonshire au port de Wilhelmshaven.
Le 13 décembre, le Prinz Eugen est affecté comme prise de guerre aux États-Unis, qui envoient le navire à Wesermünde. Les États-Unis ne souhaitaient pas particulièrement avoir le navire, mais plutôt empêcher celui-ci d'être acquis par l'Union soviétique. Le croiseur fut donc intégré à l'US Navy dans une classe « navire divers » comme USS Prinz Eugen avec le numéro de coque IX-300.
Il est présent lors de deux essais nucléaires de l'opération Crossroads – les tirs Able de 21 kt par bombe larguée le 1er juillet 1946 et Baker de 23 kt par explosion sous-marine le 25 juillet –, à l'atoll de Bikini aux îles Marshall, en 1946 où il sert de navire cible parmi 90 autres bâtiments. Légèrement endommagé par les deux explosions nucléaires (il est situé à environ un kilomètre du point 0), il est transféré vers l'atoll Kwajalein, où ses avaries ne sont pas réparées à cause de la contamination nucléaire. Le 29 août 1946, l'US Navy réforme le Prinz Eugen.

### Fin

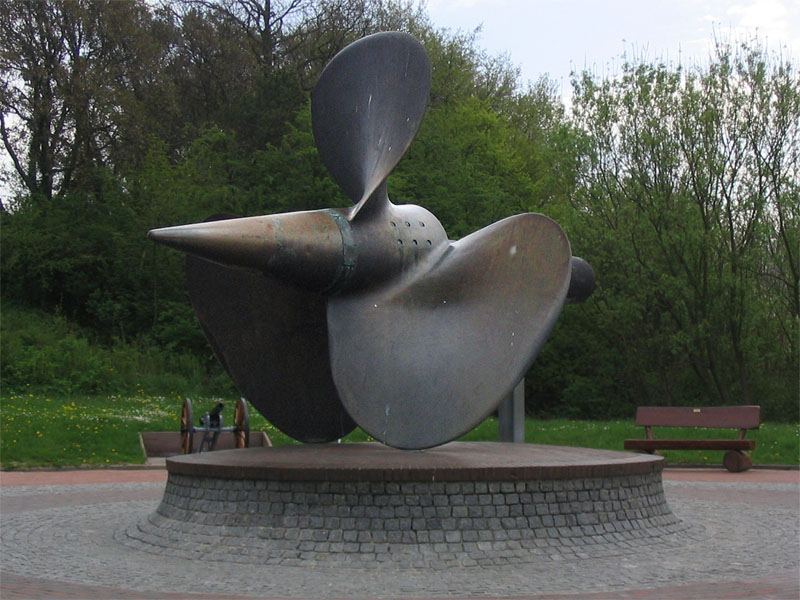
Son hélice au Marineehrenmal à Laboe

Fin décembre 1946, le navire est dans un très mauvais état. Le 21 décembre, il commence à giter sévèrement. Une équipe de réparation n'a pas le temps d'arriver, et l'US Navy décide de faire échouer le navire pour prévenir un naufrage. Mais le 22 décembre, le Prinz Eugen chavire et coule avec ses cuves contenant environ 3 000 tonnes de combustible.
Outre l'épave qui est devenue un site d'attraction pour la plongée sous-marine, plusieurs éléments du navire ont pu être conservés. Une de ses hélices est aujourd'hui visible au Mémorial naval de Laboe près de Kiel en Allemagne. Sa cloche est exposée au National Museum of the United States Navy. Enfin, deux Arado Ar 196A-5 qui se trouvaient sur le croiseur à la fin de la guerre sont conservés dans des collections américaines. Le 623167 fait partie de la Paul Garber Collection et le 623183 de la Willow Grove Collection.

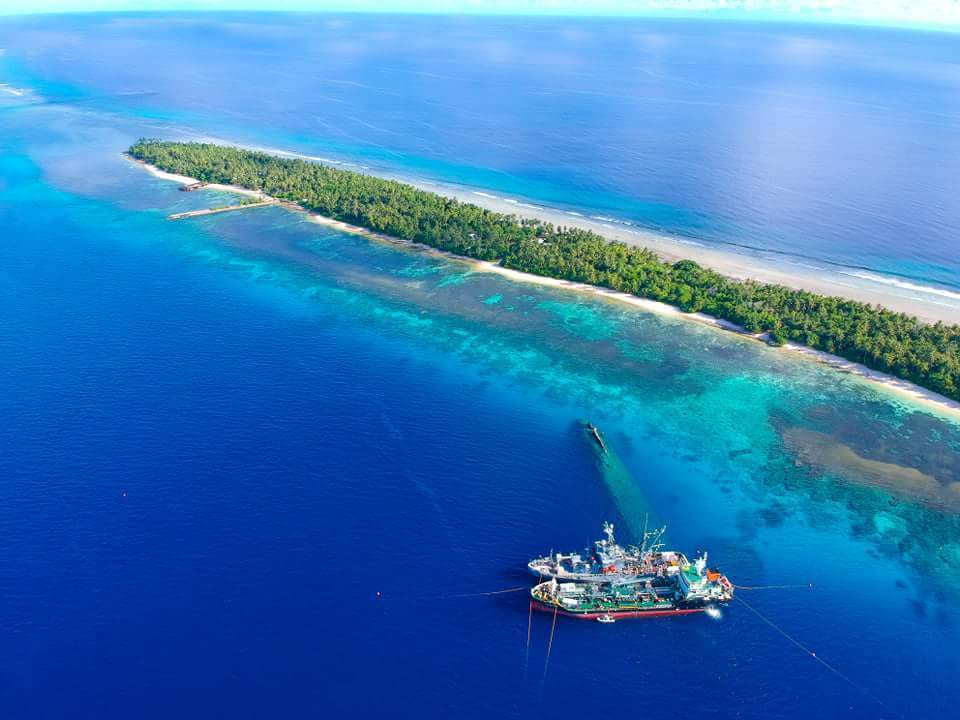
Pompage du carburant de l'épave en septembre 2018.

En novembre 2018, des opérations de pompage des hydrocarbures toujours présents dans les cuves du navire après 72 ans, et désormais de plus en plus corrodées, sont entreprises afin de prévenir une éventuelle pollution de l'atoll en cas de typhon. La marine américaine, l'armée américaine et les États fédérés de Micronésie mènent une opération conjointe pour retirer le carburant encore présent. Le navire de sauvetage USNS Salvor est utilisé, de même que le bâtiment civil Humber. Plus de 950 000 litres d’hydrocarbures sont ainsi extraits de 143 cuves accessibles sur les 173 cuves pour ensuite être retraités. Cela représente 97 % du carburant encore présent dans le navire. Le carburant résiduel se trouve dans des cuves internes étanches qui sont recouvertes d'une couche protectrice.

## Liste des commandants successifs
- Helmuth Brinkmann - 1er août 1940 - 1er août 1942
- [Wilhelm Beck] - 1er août 1942 - 8 octobre 1942
- Hans-Erich Voss - 8 octobre 1942 - 28 février 1943
- Werner Ehrhardt - 28 février 1943 - 5 janvier 1944
- Hansjürgen Reinicke (de) - 5 janvier 1944 - 8 mai 1945
- A. H. Graubart, USN - janvier 1946 - mai 1946